# Lampona yanchep
Espèce
Lampona yanchep est une espèce d'araignées aranéomorphes de la famille des Lamponidae.

## Distribution
Cette espèce est endémique d'Australie-Occidentale,. Elle se rencontre sur le mont Cooke et vers Wexcombe et Yanchep.

## Description
Le mâle holotype mesure 7,9 mm et la femelle 6,1 mm.

## Étymologie
Son nom d'espèce lui a été donné en référence au lieu de sa découverte, Yanchep.

## Publication originale
- Platnick, 2000 : A relimitation and revision of the Australasian ground spider family Lamponidae (Araneae: Gnaphosoidea). Bulletin of the American Museum of Natural History, no 245, p. 1-330 (texte intégral).